# Пајлот Ноб (Мисури)
Пајлот Ноб (енгл. Pilot Knob) град је у америчкој савезној држави Мисури.

## Демографија
По попису из 2010. године број становника је 746, што је 49 (7,0%) становника више него 2000. године.
| Група             | 2000.       | 2010.       |
| Белци             | 634 (91,0%) | 694 (93,0%) |
| Афроамериканци    | 41 (5,9%)   | 10 (1,3%)   |
| Азијати           | 4 (0,6%)    | 3 (0,4%)    |
| Хиспаноамериканци | 12 (1,7%)   | 12 (1,6%)   |
| Укупно            | 697         | 746         |